# Péter Baczakó
Peter Baczako (né le 27 septembre 1951 - mort le 1er avril 2008) est un haltérophile hongrois. Il est notamment champion olympique (poids moyen) aux Jeux de Moscou (1980).

## Palmarès
- Champion olympique en 1980,
- médaille de bronze olympique en 1976
- quatre médailles d'or aux championnats du monde et d'Europe.

## Sources et références
1. ↑  « Décès de l'haltérophile hongrois Peter Baczako », sur 7sur7.be, 2 avril 2008 (consulté le 21 novembre 2023).